# Michel Caputo
Pour les articles homonymes, voir Caputo.
Michel Antoine Caputo, né le 8 février 1947 dans le 14e arrondissement de Paris, est un acteur, réalisateur, producteur et scénariste français.
Il est connu aussi sous le nom de Michel Baudrecourt, Michel Jean, Paul Lagautrière ou Paul Kerman

## Filmographie sélective

### Films non pornographiques
- 1979 : Qu'il est joli garçon l'assassin de papa ou Arrête de ramer, t'attaques la falaise !
- 1981 : Si ma gueule vous plaît
- 1983 : Les Planqués du régiment
- 1986 : L'Exécutrice

### Films pornographiques
- 1979 : Perversions très cochonnes avec Richard Allan, Diane Dubois
- 1980 : De la croupe aux lèvres avec Guy Bérardant, Piotr Stanislas, Alban Ceray
- 1981 : Les Petites Dévergondées avec Mika Barthel, Dominique Aveline
- 1981 : Tendres souvenirs (d'une bouche gourmande) avec Guy Bérardant, Piotr Stanislas,  Richard Allan
- 1981 : Blanche-Fesse et les Sept Mains avec Hélène Shirley
- 1981 : À nous les petites salopes avec Mika Barthel, Richard Allan
- 1981 : Sybil, tous les trous sont permis avec Céline Gallone, Guy Bérardant, Piotr Stanislas
- 1982 : Chaude et humide Natacha avec Carole Piérac, Guy Bérardant